# Palm Dog
Palm Dog — ежегодная альтернативная кинопремия, вручаемая международными кинокритиками во время Каннского кинофестиваля. Создана в 2001 году, присуждается за лучшее выступление собаки (живой или анимированной) или группы собак во время фестиваля. Награда представляет собой кожаный ошейник с надписью «PALM DOG». Название представляет собой игру слов, образованную от названия кинопремии Palme d’Or.

## История
Основана в 2001 году, через несколько лет о кинопремии начали говорить такие крупные СМИ, как The New York Times, BBC, Los Angeles Times, ABC News, Financial Times Deutschland, Sydney Morning Herald. В 2012 году судьями премии были главный кинокритик The Times Кейт Мьюир, Робби Коллин из The Daily Telegraph, Питер Брэдшоу из The Guardian и Чарльз Гант из журнала Heat.